# Sunderland Association Football Club 2011-2012
Questa voce raccoglie le informazioni riguardanti il Sunderland Association Football Club nelle competizioni ufficiali della stagione 2011-2012.

## Rosa
| N. |                        | Ruolo | Calciatore         |
| -- | ---------------------- | ----- | ------------------ |
|    | Belgio (bandiera)      | P     | Simon Mignolet     |
|    | Irlanda (bandiera)     | P     | Keiren Westwood    |
|    | Scozia (bandiera)      | P     | Craig Gordon       |
|    | Scozia (bandiera)      | D     | Phil Bardsley      |
|    | Irlanda (bandiera)     | D     | John O'Shea        |
|    | Inghilterra (bandiera) | D     | Michael Turner     |
|    | Inghilterra (bandiera) | D     | Wes Brown          |
|    | Inghilterra (bandiera) | D     | Matthew Kilgallon  |
|    | Inghilterra (bandiera) | D     | Wayne Bridge       |
|    | Inghilterra (bandiera) | D     | Titus Bramble      |
|    | Grecia (bandiera)      | D     | Sotirios Kyrgiakos |
|    | Inghilterra (bandiera) | D     | Anton Ferdinand    |
|    | Benin (bandiera)       | C     | Stéphane Sessègnon |
|    | Inghilterra (bandiera) | C     | Jack Colback       |
|    | Svezia (bandiera)      | C     | Sebastian Larsson  |
|    | Inghilterra (bandiera) | C     | Craig Gardner      |

| N. |                          | Ruolo | Calciatore         |
| -- | ------------------------ | ----- | ------------------ |
|    | Inghilterra (bandiera)   | C     | Kieran Richardson  |
|    | Irlanda (bandiera)       | C     | James McClean      |
|    | Inghilterra (bandiera)   | C     | Lee Cattermole     |
|    | Galles (bandiera)        | C     | David Vaughan      |
|    | Egitto (bandiera)        | C     | Ahmed Al-Muhammadi |
|    | Irlanda (bandiera)       | C     | David Meyler       |
|    | Danimarca (bandiera)     | A     | Nicklas Bendtner   |
|    | Corea del Sud (bandiera) | A     | Ji Dong-Won        |
|    | Inghilterra (bandiera)   | A     | Connor Wickham     |
|    | Inghilterra (bandiera)   | A     | Fraizer Campbell   |
|    | Ghana (bandiera)         | A     | Asamoah Gyan       |
|    | Inghilterra (bandiera)   | A     | Ryan Noble         |